# Gaetano Filangieri, principe di Satriano
Gaetano Filangieri iunior, 7º principe di Satriano e 2ºduca di Taormina (Napoli, 8 febbraio 1824 – Napoli, 29 novembre 1892), è stato un nobile, storico dell'arte e collezionista d'arte italiano.

## Biografia

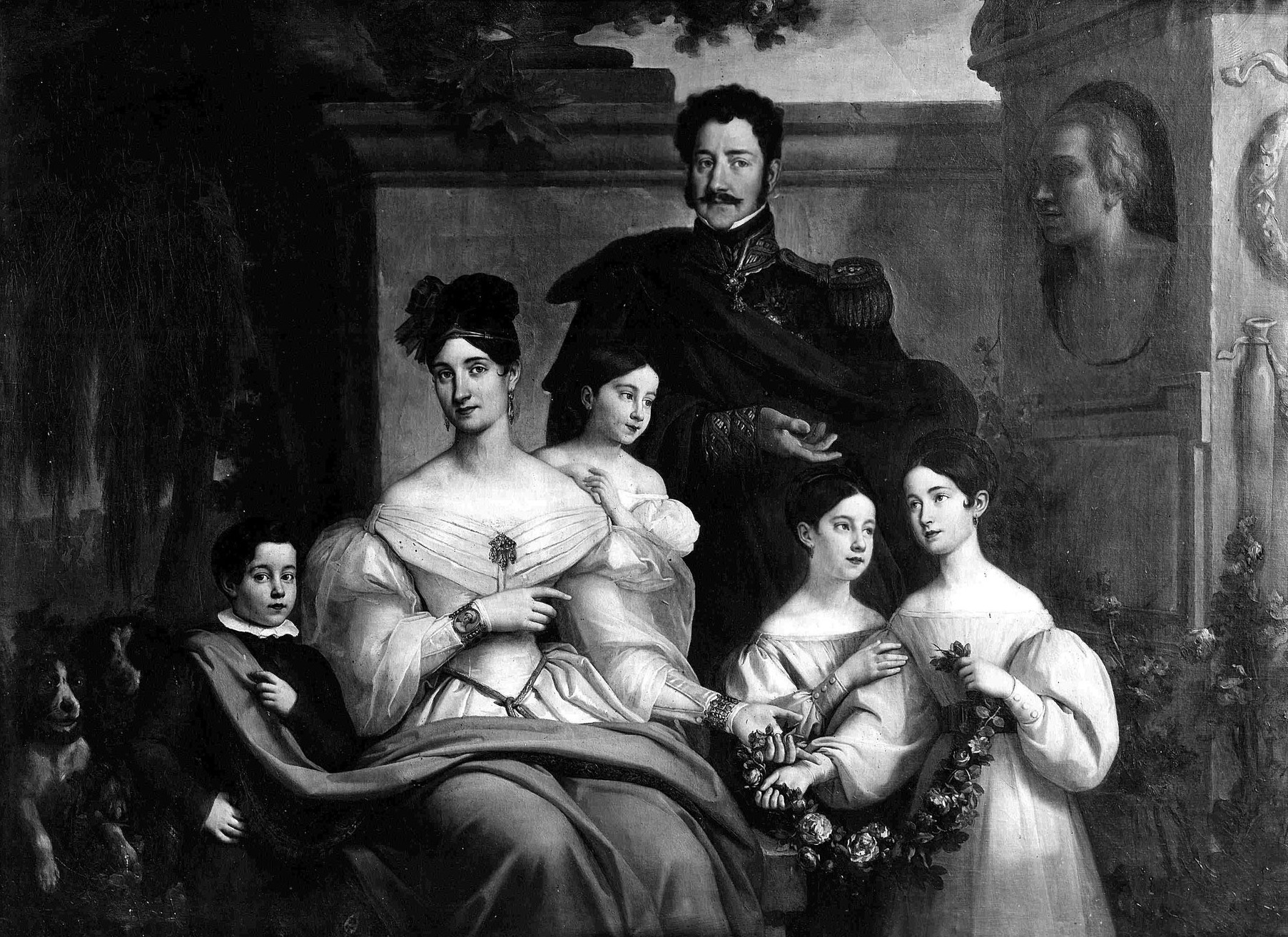
Carlo Filangieri, principe di Satriano, sua moglie Agata Moncada ed i quattro loro figli, tra cui Gaetano Filangieri

Era figlio di Agata Moncada di Paternò Ventimiglia del Bosco e Carlo Filangieri 6º Principe di Satriano, 1º Duca del Cardinale 1º Duca di Taormina, dunque nipote dell'illustre Gaetano Filangieri dei Principi di Arianello,
Grande appassionato d'arte, impegnò gran parte della propria vita alla ricerca e alla collezione di opere artistiche, in special modo quelle legate alla città di Napoli, di cui fu sapiente erudito.
Si impegnò sempre nello studio della storia cittadina, non a caso la sua figura è legata fortemente alla Società Napoletana di Storia Patria, di cui fu elemento molto attivo. Fu inoltre autore prolifico di articoli di argomento storico-artistico.
Nel 1883 acquistò la facciata del palazzo Como di cui era prevista la demolizione parziale per l'apertura di via Duomo. La facciata venne arretrata di venti metri in linea con l'asse viario. Filangieri promosse inoltre la ristrutturazione degli interni del palazzo. Decise inoltre che sarebbe stato l'edificio in cui sarebbero state poste tutte le opere d'arte collezionate da lui. Il palazzo fu donato al Comune affinché lo utilizzasse come museo, il quale venne inaugurato nel 1888.
Il suo interesse per la città si manifestò anche nella politica: da consigliere comunale promosse l'istituzione del Museo Artistico Industriale di Napoli, che verrà poi intitolato a Filippo Palizzi. Oltre all'interesse verso le emergenze monumentali di Napoli, il Filangieri si dedicò alla loro difesa in una commissione municipale per i monumenti, al fianco di personaggi del calibro di Bartolommeo Capasso e Gennaro Aspreno Galante.
Dopo un lungo oblio, la figura e l'opera di Gaetano Filangieri, principe di Satriano, specie per la sua attività relativa al Museo-Scuole ed Officine del Museo Artistico Industriale di Napoli, è stata oggetto di nuove indagini, studi, mostre e pubblicazioni d'inediti. Fortunati in tal senso i libri (cataloghi di mostre): "Il Sogno del Principe" Firenze, 1984 e "Il ritorno del Principe", Milano 1990, entrambi a cura di Eduardo Alamaro.
Dello stesso autore vedasi: "Il principe infelice: l'arte-industria di Filangieri da sogno a incubo lungo un secolo. E oltre", in "Catalogo generale del Museo Civico Gaetano Filangieri di Napoli", a cura di Isabella Valente, vol. I, Napoli 2021.

## Scritti (non esaustiva)
- Chiesa e convento di San Lorenzo maggiore in Napoli: descrizione storica ed artistica, Napoli 1833.
- L'arte del geometra agrimensore o sia trattato di geometria pratica recata in italiano ed accresciuta di note da Gaetano Filangieri, Napoli 1841.
- Il Museo artistico industriale in Napoli: relazione di Gaetano Filangieri, Napoli 1879.
- Di alcuni dipinti a fresco in San Pietro a Maiella scoverti per cura di Gaetano Filangieri principe di Satriano, Napoli 1881.
- La testa del cavallo in bronzo già di casa Maddaloni in via Sedile di Nido, ora al Museo Nazionale di Napoli: ricerche di Gaetano Filangieri, Napoli 1882.
- Chiesa e convento del Carmine Maggiore in Napoli: descrizione storica ed artistica per Gaetano Filangieri, Napoli 1885.
- La famiglia, le case e le vicende di Lucrezia d'Alagno: documenti per Gaetano Filangieri, Napoli 1886.
- Catalogo del Museo Civico Gaetano Filangieri principe di Satriano; a cura di Bartolommeo Capasso, E. Cerillo; con note di Gaetano Filangieri, Napoli 1888.
- Chiesa e monastero di San Gaudioso in Napoli per Gaetano Filangieri, Napoli 1888.
- Descrizione storica ed artistica della chiesa e convento di San Maria delle Grazie Maggiore a Caponapoli per Gaetano Filangieri, Napoli 1888.
- Per la morte di Gaetano Del Pezzo marchese di Campodisola, Napoli 1889.
- Proposte al real governo per la istituzione di addetti industriali e commerciali presso i consolati d'Italia all'estero per Gaetano Filangieri, Napoli 1889.
- Indice degli artefici delle arti maggiori e minori la più parte ignoti o poco noti ai napoletani e siciliani si delle altre regioni d'Italia o stranieri che operarono tra noi con notizia delle loro opere e del tempo del loro esercizio da studii e nuovi documenti raccolti e pubblicati per cura di Gaetano Filangieri, Napoli.